# سيليست بين
سيليست بين (بالإيطالية: Celeste Pin) هو لاعب كرة قدم إيطالي في مركز الدفاع، ولد في 25 أبريل 1961 في كولي أومبرتو في إيطاليا. شارك مع منتخب إيطاليا تحت 21 سنة لكرة القدم. أما مع النوادي، فقد لعب مع فيورنتينا ونادي بيروجيا ونادي سيينا وهيلاس فيرونا.

## الأوسمة
- بطولة أمم أوروبا تحت 21 سنة (1984): وسام المركز الثالث.
- قاعة مشاهير نادي فيورنتينا لكرة القدم[الإنجليزية] (2022).[4]